# Les Passions de l’Âme (Orchester)
Les Passions de l’Âme – Orchester für Alte Musik Bern (Eigenschreibweise) ist ein 2008 von der Schweizer Geigerin Meret Lüthi mitgegründetes und geleitetes Instrumentalensemble für Alte Musik mit Sitz in Bern.

## Geschichte des Orchesters
Die Musiker von Les Passions de l’Âme sind aus ganz Europa stammende Spezialisten für historisch informierte Aufführungspraxis. Sie arbeiten solistisch, kammermusikalisch und im Orchester und lehren an Institutionen wie dem Freiburger Barockorchester, dem B’Rock Orchestra, dem Conservatoire royal de Bruxelles oder der Hochschule der Künste Bern.
An seinem Stammsitz in Bern präsentiert das Ensemble jährlich die Konzertreihe «Wir punkten mit Alter Musik!». Mit Programmkreationen wie «Dreigestirn», «Fenomeni» oder «Speranza» und moderierten Konzerten weckt das Barockensemble die Neugierde auf unbekanntes und bekanntes Repertoire des 17. bis 19. Jahrhunderts und lässt dabei das Publikum zum Komplizen werden. Langjährige Kooperationspartnerschaften (u. a. mit dem Zentrum Paul Klee, dem Berner Münster Kinder- und Jugendchor, der Universität Bern und dem Londoner Barockensemble Solomon’s Knot), Konzertformate wie «Vom Salon in den Konzertsaal» und die Musikvermittlung (z. B. Meisterkurse für Jung und Alt) ergänzen die Berner Konzerttätigkeit.
Les Passions de l’Âme sind regelmässig bei Festivals und an Konzerthäusern in ganz Europa zu Gast, u. a. Festival van Vlaanderen, Händel-Festspiele Halle, Valletta International Baroque Festival, Malta, Musikfest Stuttgart, Concentus Moraviae, Schwetzinger Festspiele, Internationales Bachfest Schaffhausen, Arolser Barock-Festspiele, Luzerner Theater, London Festival of Baroque Music, Tage Alter Musik Regensburg, Lucerne Festival, London Handel Festival, Festival Oude Muziek Utrecht, Concertgebouw Brugge. Sie konzertieren mit Kristian Bezuidenhout, Hana Blažíková, Simone Kermes, Nuria Rial, Carolyn Sampson, Dorothee Oberlinger und Hans-Christoph Rademann.
Radio- und Fernsehstationen in ganz Europa übertragen regelmässig die Konzerte (u. a. Radio SRF 2 Kultur, Deutschlandfunk Kultur, Espace 2, BBC, BR, WDR, SWR, HR, Latvijas Radio, concertzender.nl, Radio Klara, Arte). Die CDs «Spicy» (2013) und «Schabernack» (2017), je mit dem Diapason d’or prämiert, «Bewitched» (2014), mit dem Supersonic Award geehrt, «Variety» (2019), ausgezeichnet mit einem Opus Klassik, sowie «Divina» (2020) und «Harmonia Artificioso-Ariosa» (2021) erschienen beim Label Sony Music (dhm).
Der Name des Orchesters weist auf den gleichnamigen Aufsatz von René Descartes aus dem Jahr 1649 hin. Darin spricht der Philosoph von der Leidenschaft, die zwischen Körper und Seele vermittelt. In dieser Vermittlerfunktion sieht das Ensemble auch die Musik und macht im Konzert ‹les passions› zum unmittelbaren Erlebnis.

## Diskografie
- Harmonia Artificioso-Ariosa (Biber), SONY Switzerland, 2021.
- Divina – Sacred Music (Biber, Schmelzer), SONY Switzerland, 2020.
- Variety – The Art of Variation (Biber, Schmelzer, Fux), SONY Switzerland, 2019.
- Schabernack – A Treasure Trove of Musical Jokes (Biber, Schmelzer, Fux, Walther), SONY Switzerland, 2017.
- Bewitched – (Geminiani, Händel), SONY Switzerland, 2014.
- Spicy – «Exotic» Music for Violin (Biber, Schmelzer, Fux), SONY Switzerland, 2013.